# PA2G4
PA2G4 (англ. Proliferation-associated 2G4) – білок, який кодується однойменним геном, розташованим у людей на короткому плечі 12-ї хромосоми.  Довжина поліпептидного ланцюга білка становить 394 амінокислот, а молекулярна маса — 43 787.
| 10         |  | 20         |  | 30         |  | 40         |  | 50         |
| ---------- |  | ---------- |  | ---------- |  | ---------- |  | ---------- |
| MSGEDEQQEQ |  | TIAEDLVVTK |  | YKMGGDIANR |  | VLRSLVEASS |  | SGVSVLSLCE |
| KGDAMIMEET |  | GKIFKKEKEM |  | KKGIAFPTSI |  | SVNNCVCHFS |  | PLKSDQDYIL |
| KEGDLVKIDL |  | GVHVDGFIAN |  | VAHTFVVDVA |  | QGTQVTGRKA |  | DVIKAAHLCA |
| EAALRLVKPG |  | NQNTQVTEAW |  | NKVAHSFNCT |  | PIEGMLSHQL |  | KQHVIDGEKT |
| IIQNPTDQQK |  | KDHEKAEFEV |  | HEVYAVDVLV |  | SSGEGKAKDA |  | GQRTTIYKRD |
| PSKQYGLKMK |  | TSRAFFSEVE |  | RRFDAMPFTL |  | RAFEDEKKAR |  | MGVVECAKHE |
| LLQPFNVLYE |  | KEGEFVAQFK |  | FTVLLMPNGP |  | MRITSGPFEP |  | DLYKSEMEVQ |
| DAELKALLQS |  | SASRKTQKKK |  | KKKASKTAEN |  | ATSGETLEEN |  | EAGD       |

A: Аланін

C: Цистеїн

D: Аспарагінова кислота

E: Глутамінова кислота

F: Фенілаланін

G: Гліцин

H: Гістидин

I: Ізолейцин

K: Лізин

L: Лейцин

M: Метіонін

N: Аспарагін

P: Пролін

Q: Глутамін

R: Аргінін

S: Серин

T: Треонін

V: Валін

W: Триптофан

Кодований геном білок за функціями належить до репресорів, рибонуклеопротеїнів. 
Задіяний у таких біологічних процесах як регуляція трансляції, транскрипція, регуляція транскрипції, процесинг рРНК. 
Білок має сайт для зв'язування з РНК. 
Локалізований у цитоплазмі, ядрі.